# Papp János (színművész, 1948)
Papp János (Somogytarnóca, 1948. augusztus 4. –) magyar  Aase -díjas színművész, Papp Dániel színész édesapja.

## Életpályája
1966–1970 között végezte el a Színház- és Filmművészeti Főiskolát. Az 1970–71-es évadra a Szegedi Nemzeti Színházhoz szerződött. 1971–1977 között, illetve 1980–1987 között a Madách Színházban szerepelt. 1977–1980 között a veszprémi Petőfi Színház tagja volt. 1987–88-ban, illetve 1991 óta szabadfoglalkozású. 1988–1991 között a Győri Kisfaludy Színház művésze volt, majd 2008-ban a Centrál Színház tagja lett. 1998 óta az Aquincumi Nyári Játékok művészeti vezetője. Rendszeres vendégszereplője a komáromi Jókai Színháznak.
Szeret túrázni, az Országos Kékkör teljes útvonalát, valamint a Szent Jakab-út távjait végigjárta. Tagja a Szent György Lovagrendnek.

## Színpadi szerepei
- Osztrovszkij: Jövedelmező állás....Mikin
- Móricz Zsigmond: Légy jó mindhalálig....Nagy úr
- Szép Ernő: Azra....Hasszán
- Szép Ernő: Vőlegény....Fater
- Csehov: Három nővér....Versinyin
- Scribe: Sakk-matt....Masham
- Gilbert: Házasságszédelgő....Bíró
- Giraudoux: Párizs bolondja....Pierre
- Hauptmann: Naplemente előtt....Egmont Clausen
- Darvas József: A térképen nem látható....Imre
- Henrik Ibsen: Peer Gynt....Mr. Cotton; Fellah
- Williams: Az iguana éjszakája....Hank
- Wouk: Zendülés a Caine hajón....Stephen Maryk hadnagy
- Szomory Dezső: II. Lajos király....Szobi Mihály
- Bertolt Brecht: Kurázsi mama....Eilif
- Shakespeare: Othello....Lodovico
- G.B.Shaw: Brassbound kapitány megtérése....Szidi al Asszif sejk
- Tamási Áron: Csalóka szivárvány....Kálmán
- Móricz Zsigmond: A murányi kaland....Veres várnagy
- Ronald Millar: Abelard és Heloise....Peter Abelard
- Gorkij: Nyaralók....Rjumin
- Bródy Sándor: Mátyás király házasít....Iffjú György
- Sütő András: Csillag a máglyán....Perrin
- Illés Endre: Spanyol Izabella....Colvéra márki
- Tamási Áron: Vitéz lélek....Badla Péter
- Gogol: Holt lelkek....Törvényszéki elnök
- Rahmanov: Viharos alkonyat....Vorobjov Vaszilij Mihajlovics
- Tamási Áron: Hullámzó vőlegény....Bodrogi Antal művész
- Móricz Zsigmond: Odysseus bolyongásai....Odysseus
- Németh László: Pusztuló magyarok....Kiss László
- Molnár Ferenc: Előjáték Lear királyhoz....Tűzoltó
- Molnár Ferenc: Marsall....Litvay
- Shakespeare: Macbeth....Macbeth
- Shakespeare: A makrancos hölgy....Petruchio
- Kander-Ebb: Kabaré....Cliff; Schultz úr
- Frisch: Biedermann és a gyújtogatók....Schmitz
- Clark: Mégis, kinek az élete?....Philip Hill; Millhouse bíró
- Madách Imre: Az ember tragédiája.....Az Úr; Péter apostol; Patriarcha; Saint Just; Aggastyán
- Szép Ernő: Patika....A patikus
- Szabó Magda: A csata....A főlovászmester
- Háy Gyula: Isten, császár, paraszt....Zsizska
- Szabó Magda: Béla király....Főlovászmester
- Koltai János: Albert Schweitzer....Josef Bergner
- Polgár András: Töltsön egy estét a Fehér Rózsában....Egri
- Polgár Ernő: Túl az Egyenlítőn....Campbell
- Edmond Rostand: Cyrano de Bergerac....Castel Jaloux
- Sütő András: Egy lócsiszár virágvasárnapja....Eibenmeyer
- Knott: Várj, míg sötét lesz....Croker
- Shakespeare: Hamlet....Claudius
- Hunyady Sándor: A három sárkány....Id. Csaholyi Balázs
- Csehov: Sirály....Trigorin
- Shakespeare: Lear király....Alban fejedelem
- Molnár Ferenc: Olympia....Kovács
- Büchner: Danton halála....Robespierre
- Bulgakov: Ádám és Éva....Daragan
- Kesserling: Arzén és levendula....Jonathan
- Márai Sándor: A kassai polgárok....János mester
- Presser Gábor: Jó estét nyár, jó estét szerelem....Férfi
- Goethe: A Mundérvásárhelyi búcsú....
- Illyés Gyula: Tiszták....Perella Raymond
- Tóth Gábor Ákos: Robbantsunk bankot!....
- Pedro Calderón de la Barca: Két szék közt a pad alatt....Rodrigo
- Pozsgai Zsolt: Thénea....
- Horváth Péter: Európa elrablása....
- Shakespeare: Rómeó és Júlia....Capulet
- Orton: Szajré....McLeavy
- Shakespeare: Vízkereszt, vagy amit akartok....Böföghy Tóbi
- Bacharach: Legénylakás....Dr. Dreyfuss
- Marriott-Foot: Csak semmi szexet kérem....Leslie Bromhead
- Allen: Semmi pánik....Drobney atya
- Papp Zoltán: Mátyás király királysága....Mátyás király
- Belber: Meccs....Tobi Powell
- Simon: Furcsa pár....Jesus Costazuela
- Örkény István: Macskajáték....
- Simon: A 88. utca foglyai....Harry
- Ayckbourn: A Hang-villa titka....Tántor úr

## Előadóestjei
- Kétféle boldogság (1972)
- Ikercsillagok (1983)
- Ember voltam, csak gyarlóság létem fényes bélyege (Berzsenyi-est, 1987)

## Filmszerepei

### Játékfilmek
- Hatholdas rózsakert (1970)
- Staféta (1971)
- Woyzeck (1994)
- Kis Vuk (2008)
- Víkend (2015)
- Gondolj rám (2016)
- Az unoka (2022)
- Szelíd (2022)
- Magunk maradtunk (2022)

### Tévéfilmek
- Miért beszél annyit Mrs. Piper? (1967)
- Mélyrétegben (1967)
- A revizor (1970)
- Tizennégy vértanú (1970)
- Jó estét nyár, jó estét szerelem (1971)
- Bibó Lajos: Két novella (1972)
- Pirx kalandjai 1–5. (1973)
- Gúnyos mosoly (1973)
- Irgalom 1–3. (1973)
- Csalódások (1973)
- Megtörtént bűnügyek (1974)
- Nyúlkenyér (1977)
- Kiválasztottak (1981)
- Petőfi 1–6. (1981)
- Faustus doktor boldogságos pokoljárása (1982)
- Mint oldott kéve 1–7. (1982)
- Széchenyi napjai (1985)
- Csillagvitéz (1987)
- Az öreg tekintetes (1987)
- Szomszédok (1988)
- Brigitta (1993)
- A kék egér (1994–1998)
- Kisváros (1994–2001)
- Amiről a kövek mesélnek… (1996) narrátor
- Szülőhazánkra vall (1998)
- Anziksz (1998) narrátor
- Szent István Vándorlás – Az Országos Kéktúra mentén (2000)
- Tea (2002–2003)
- Állunk a világ közepén (2009)
- Szárnyakat a magasba! (2015) narrátor
- Aranyélet (2015)
- A mi kis falunk (2017)
- Tóth János (2018–2019)
- Pilátus (2020)
- Brigi és Brúnó (2022–2023)
- A renitens (2025)

## Filmrendezései
- Nagyon jó volt parasztnak lenni…

## Hangjátékok
- Gábor Andor: Dollárpapa (1971)
- Hegedűs Géza: Szemiramisz szerelme (1971)
- Szabó Magda: Tündér Lala (1974)
- Eduard Fiker: A halott nem azonos (1976)
- Sütő András: Kék álhalál (1976)
- Angyalok citeráján: Dsida Jenő költészete (1977)
- Alexander Puskin: A lövés (1977)
- Lev Tolsztoj: Anna Karenina (1977)
- Lope de Vega: Sevilla csillaga (1977)
- Pedro Calderon de la Barca: Az élet álom (1977)
- Bözödi György: Nyugtalan pásztorok (1978)
- Kazarosz Aghajan: Anahit (1978)
- Babits Mihály: Barackvirág (1979)
- Chaucer, Geoffrey: Canterbury mesék (1979)
- „A serdülő természetnek…” (1979)
- Szász Imre: Áldozatok (1979)
- Tatay Sándor: Kinizsi Pál (1980)
- A JÁTSZÓ EMBER – Logikus játék, játékos logika (1982)
- Kamarás István: Normarendezés (1982)
- Kosztolányi Dezső: Aranysárkány (1982)
- Tamási Áron: Rendes feltámadás (1982)
- Barabás Tibor: Rákóczi hadnagya (1983)
- Kopecsni Péter: Cseh pályaudvar (1985)
- Pilátus (1985)
- Jókai Mór: Egy hírhedett kalandor a XVII. századból (1987)
- William Butler Yeats: A színészkirálynő (1987)
- Zombori Attila: Éjféli mise (1987)
- Harminckét éves volt – Örley István emlékezete (1990)
- Nevek ürügyén – Kathleen Ferrier (1990)
- Pap Károly: Betsabe (1990)
- Rubin Szilárd: New York, New York (1995)
- Bánffy Miklós: A nagyúr (1996)
- Úriemberek a Dunán (1996)
- Vörösmarty Mihály: A fátyol titkai (2000)
- Friedrich Hebbel : A rubin (2002)
- Vig Balázs: Három bajusz gazdát keres (2012)
- Kiss Judit Ágnes: Mindig más (2013)
- Gelléri Andor Endre: Nagymosoda (2014)
- Örkény István: Rózsakiállítás (2014)
- Kun Árpád: Boldog észak (2015)
- Hunyadi (2016) ... elbeszélő
- Bán Mór: A Csillagösvény hídja (2018)
- Bán Mór: A hajnalcsillag ragyog (2018)
- Rejtő Jenő: A megkerült cirkáló (2019)
- Domonyi Rita: Tündérbodár (2020)
- Széchenyi Zsigmond: Ahogy elkezdődött – egy vadász hitvallása (2023)

## Kötetei
- Ha menni kell – El Camino. 2005. augusztus 15. – szeptember 16.; Pannon Művészeti Alapítvány, Pilisborosjenő, 2013 (A vándor-színész mesél)
- Észak-fok, titok… 2006. augusztus 9–szeptember 11. Lappföld; Pannon Művészeti Alapítvány, Pilisborosjenő, 2013 (A vándor-színész mesél)
- Japppános. 2007. július 12. – augusztus 14. Japán; Pannon Művészeti Alapítvány, Pilisborosjenő, 2013 (A vándor-színész mesél)
- Aki dudás akar lenni... Skóciai útinapló. 2008. augusztus 10. – szeptember 15.; Pannon Művészeti Alapítvány, Pilisborosjenő, 2013 (A vándor-színész mesél)
- Valaki fölért. Himalája-útinapló : 2010. augusztus 19. – szeptember 3.; Pannon Művészeti Alapítvány, Pilisborosjenő, 2013 (A vándor-színész mesél)
- „Nevess, én majdnem meghaltam!” Útinapló. Sierra Nevada (California), 2011. július 28. – szeptember 1.; Pannon Művészeti Alapítvány, Pilisborosjenő, 2013 (A vándor-színész mesél)
- Inka, inkább, leginkább. Perui útinapló. 2012. augusztus 24. – szeptember 22.; Pannon Művészeti Alapítvány, Pilisborosjenő, 2013 (A vándor-színész mesél)

## Szinkronszerepei
- A holnap markában: Elliot Carver - Jonathan Pryce
- A Karib-tenger kalózai: Holtak kincse: Joshamee Gibbs - Kevin McNally
- A Karib-tenger kalózai: A világ végén: Joshamee Gibbs - Kevin McNally
- A párizsi Notre-Dame (film, 1956): Quasimodo - Anthony Quinn
- A remény rabjai: Ellis Boyd `Red` Redding - Morgan Freeman
- A Sakál: Carter Preston - Sidney Poitier
- A szörny: Hank Keough seriff - Brendan Gleeson
- A tégla: Queenan - Martin Sheen
- Alkonyattól pirkadatig: Frost - Fred Williamson
- Az arany iránytű: Iorek Byrnison - Ian McKellen
- Az elnök emberei: Josiah Bartlett - Martin Sheen
- Az óra körbejár: Mr. Wilson - Edward G. Robinson
- Az utolsó adás: Garrison `G.K.` Keillor - Garrison Keillor
- A végső megoldás: Halál: Dillon - Charles S. Dutton
- Ártatlanságra ítélve: Rusty Sabich - Harrison Ford
- Banshee: Sugar Bates - Frankie Faison
- Bíborsivatag: Dr. Harris - Bernard Lee
- Cliffhanger – Függő játszma: Richard Travers - Rex Linn
- Csendes Don: Grigorij Melehov - Pyotr Glebov
- Csernobil: Borisz Scserbina - Stellan Skarsgård
- Csillagkapu: George Hammond tábornok - Don S. Davis
- CSI: Miami helyszínelők: Frank Tripp - Rex Linn
- Délidő: Jim Pierce - Robert J. Wilke
- Dredd bíró: Griffin - Jürgen Prochnow
- Ellenség a kapuknál: Hruscsov - Bob Hoskins
- Frédi és Béni, avagy a két kőkorszaki szaki (2. szinkronváltozat): Kovakövi Frédi - Alan Reed
- Subi-dubi dínók - Kovakövi Frédi
- Furcsa pár 2.: Seriff - Richard Riehle
- Gorillák a ködben: Claude Van Vecten - Constantin Alexandrov
- Halálos rémületben: Brad Whitaker - Joe Don Baker
- Harmadik Shrek: Mabel - Regis Philbin
- Hideg, mint a kő: Penge Hansley - William Forsythe
- House of Saddam: A Szaddam Klán - Szaddám Huszein
- Holtbiztos tipp: Peter Swan - Liam Neeson
- JAG – Becsületbeli ügyek: A.J. Chagwidden admirális - John M. Jackson (második hang)
- A játékszabály: Octave - Jean Renoir
- Kill Bill: Bill - David Carradine
- Kongó: Herkermer Homolka - Tim Curry
- Léon, a profi: Tony - Danny Aiello
- Miami Vice: Martin Castillo hadnagy - Barry Shabaka Henley
- Mézengúz: Lou Lo Duca - Rip Torn
- Narnia Krónikái: Hód papa - Ray Winstone
- Priscilla, a sivatag királynője: Bob - Bill Hunter
- Rambo II.: Murdock - Charles Napier
- Ren és Stimpy show: Stimpy
- Roger nyúl a pácban: Doom - Christopher Lloyd
- Római vakáció: Dr. Bonnachoven - Heinz Hindrich
- Sandokan: Sandokan - Kabir Bedi
- Star Trek V: A végső határ: Klaa kapitány - Todd Bryant
- Star Wars: Látomások: Hanbei - Jin Uyarama (japán) - Adam Sietz (angol)
- Super 8: Dr. Woodward - Glynn Turman
- Superman: Perry White - Jackie Cooper
- Superman II.: Lex Luthor - Gene Hackman
- Száguldó erőd: Penn - Everett McGill
- Szuperzsaru: Paradicsom - Salvatore Borghese
- Tarzan: Clayton
- Terminátor – A halálosztó: Ed Traxler hadnagy - Paul Winfield
- Titkok hálójában: Metin Kaya – Hüseyin Avnı Danyal
- Verdák: Őrmester - Paul Dooley
- Volt egyszer egy Mexikó: Elnök - Pedro Armendáriz, Jr.

## CD-je
- Hűségriadó; TL-SKY Music, Budapest, 2018 (Tom Lumen zenéjével, Sz.Koncz István szövegével)

## Elismerései
- Kazinczy-díj (1980)
- Aase-díj (2012)
- Gobbi Hilda-életműdíj (2015)[3]
- Verebély Iván-díj (2022)[4]